# Сапега, Софья Андреевна
Софья Андреевна Сапега (род. 10 февраля 1998, Владивосток, Приморский край, Россия) — гражданка России, задержанная белорусскими властями во время инцидента с посадкой Boeing 737 в Минске 23 мая 2021 года вместе с Романом Протасевичем, политическая заключённая. По сообщениям «Интерфакс» со ссылкой на правозащитный центр «Весна», в июне 2022 года начала отбывать наказание в гомельской женской колонии № 4. Помилована 7 июня 2023 года.

## Биография
Софья Сапега родилась 10 февраля 1998 года во Владивостоке. Её родители — Андрей Сапега и Анна Дудич, двоюродная сестра — певица Ева Стар. В возрасте восьми лет Софья переехала вместе с матерью в Белоруссию, в город Пинск, но осталась гражданкой России. Какое-то время проживала в городе Лида Гродненской области. В 2015 году она окончила школу в Минске и поступила в Европейский гуманитарный университет в Вильнюсе, где училась по специальности «Европейское право и право Европейского союза», позже начала проходить практику на польском спутниковом телеканале «Белсат», который вещает в основном на белорусском языке. Не позже конца 2020 года Сапега начала встречаться с белорусским журналистом и политическим активистом Романом Протасевичем, основателем телеграм-канала NEXTA. В мае 2021 года она отдыхала с Романом в Греции. Самолёт, на котором Сапега и Протасевич возвращались 23 мая в Вильнюс, сделал вынужденную посадку в Минске, и там обоих задержали.
Изначально Сапега была задержана, по официальным данным, на 72 часа как подозреваемая «в совершении в период с августа по сентябрь 2020 года преступлений, предусмотренных несколькими статьями Уголовного кодекса Белоруссии». Её поместили в СИЗО на Окрестина, позже перевезли в СИЗО КГБ. Пребывание под стражей было продлено до двух месяцев. Согласно данным «Газета.ru» и русской службы Би-би-си, Сапеге было предъявлены обвинения в организации массовых беспорядков, сопровождавшихся насилием над личностью, организации групповых действий, грубо нарушающих общественный порядок и сопряженных с явным неповиновением законным требованиям представителей власти или повлекших нарушение работы транспорта, разжигании расовой, национальной, религиозной либо иной социальной вражды или розни.
26 мая 2021 года президент Белоруссии Александр Лукашенко в одном из своих выступлений назвал Сапегу сообщницей Протасевича. 28 мая суд Партизанского района Минска отклонил жалобу защиты Сапеги на её задержание. Официальное обвинение на тот момент ещё не было предъявлено, адвокат арестованной не был к ней допущен. 29 мая 2021 года президенты России и Белоруссии Владимир Путин и Александр Лукашенко обсудили эту ситуацию. Пресс-секретарь Путина Дмитрий Песков позже рассказал прессе, что за судьбой Сапеги в Кремле следят, но при этом принимают во внимание наличие у неё вида на жительство в Белоруссии. Глава белорусского МИД Владимир Макей 30 мая уточнил, что Софья может быть передана России или помилована Лукашенко, но только после суда, который пройдёт в Минске. По мнению Кирилла Коротеева, руководителя международной практики правозащитной группы «Агора», законодательство формально позволяет судить Сапегу в России вместо Белоруссии в том случае, если инкриминируемые ей деяния считаются преступлениями в обеих странах.
1 июня 2021 года Александр Лукашенко заявил, что следствие по делу Сапеги будет проведено в Белоруссии.
25 июня 2021 года родственники Софьи Сапеги и Романа Протасевича сообщили, что задержанных отпустили под домашний арест. Молодые люди жили в квартире под круглосуточной охраной. Следственный комитет Белоруссии сообщил, что Сапега и Протасевич заключили досудебное соглашение со следствием, исходя из чего СК посчитал, что им можно сменить меру пресечения.
Гродненский областной суд 6 мая 2022 года приговорил Софью Сапегу, обвинённую по семи статьям уголовного кодекса Белоруссии, к шести годам лишения свободы. Судебный процесс проходил в закрытом режиме. В январе 2023 года адвокат Антон Гашинский рассказал об отказе в помиловании. Спустя несколько дней после вынесения приговора Сапеге Протасевич сообщил, что обоих «уже примерно семь месяцев фактически ничего не связывает» и что уже успел жениться на другой девушке. 7 июня 2023 года Софья Сапега была помилована, после чего передана делегации Приморского края.

## Реакция на арест Сапеги
Близкие Софьи утверждают, что она не занималась политикой и не участвовала в белорусских протестах. По их мнению, признаниям, прозвучавшим после ареста, верить не стоит. За помощью родственники Сапеги обратились к российским властям, но те отреагировали сдержанно: по мнению Марии Захаровой, всё происходит в рамках белорусского законодательства. Светлана Тихановская заявила, что российский консул в Минске отказался встретиться с Сапегой, но МИД РФ в ответ обвинил Тихановскую во лжи. Судьба Софьи стала предметом разговора министров иностранных дел двух стран (Сергея Лаврова и Владимира Макея), после чего арестованной организовали встречу с российским консулом. Дмитрий Песков пообещал, что Владимир Путин расспросит Александра Лукашенко о Сапеге во время личной встречи.
Ситуацию вокруг посадки самолёта, задержания Сапеги и поведение российских властей раскритиковали некоторые деятели российской оппозиции и гражданского общества. Член Совета по правам человека Николай Сванидзе заявил, что арест Сапеги и публикация её признаний выполнены «в стилистике кровавых 30-х годов». Член совета при президенте России по межнациональным отношениям Богдан Безпалько назвал Сапегу «заложницей». Прокомментировала ситуацию Ксения Собчак: по её словам, российские дипломаты «спасовали перед белорусскими вертухаями». В СМИ звучали сравнения с Марией Бутиной, которую российские власти спасали после ареста с большей энергией. Правозащитница Марина Литвинович и блогер Максим Кац создали петиции к властям России с требованием добиться освобождения Сапеги (на 29 мая 2021 года свои подписи поставили более 30 тысяч человек). Группа независимых депутатов Санкт-Петербурга обратилась к Сергею Лаврову с требованием оказать Сапеге необходимую помощь; депутат Мосгордумы Митрохин потребовал возбудить в отношении Лукашенко «из-за действий в отношении россиянки Софьи Сапеги и посадки самолёта Ryanair» уголовное дело.
О том, что нужно добиваться выдачи Сапеги России, писали в том числе и представители официальной российской пропаганды, предполагающие, что девушка действительно нарушила закон. Политолог Алексей Макаркин считает, что такая выдача произойдёт, но позже, когда понадобится совместное расследование.
В Amnesty International полагают, что Софья Сапега задержана исключительно с целью оказать дальнейшее давление на Романа Протасевича. 26 мая 2021 года совместным заявлением восьми организаций, в том числе Правозащитного центра «Вясна», Белорусского Хельсинкского комитета, признана политической заключённой. Европейский гуманитарный университет потребовал немедленного освобождения Софьи, назвав обвинения в её адрес надуманными и заявив, что белорусские власти распространяют дискредитирующую и не соответствующую действительности информацию о Сапеге, выразив надежду освободить Софию в кратчайшие сроки именно как гражданку Российской Федерации. Президент студенческого представительства вуза назвал арест Сапеги актом «государственного терроризма». Немедленного освобождения Софьи потребовали МИД Литвы, канцлер Германии Ангела Меркель. Инцидент с посадкой самолёта в Минске, арестом Сапеги и Протасевича привёл к обострению кризиса в отношениях между Евросоюзом и Россией.
2 июня 2021 года шефство над политической заключённой взяла Элен Бьёрклунд, депутат Риксдага.
24 июня 2021 года связи с «нарушениями прав человека в Белоруссии, репрессиями против гражданского общества, демократической оппозиции и журналистов, а также за принудительную посадку в Минске самолёта ирландской авиакомпании „Ryanair“ и последующее задержание Романа Протасевича и его девушки россиянки Софии Сапеги» Совет Евросоюза утвердил секторальные санкции против Республики Беларусь.